# Romaszki (województwo lubelskie)
Romaszki – wieś w Polsce położona w województwie lubelskim, w powiecie bialskim, w gminie Rossosz.
| SIMC    | Nazwa         | Rodzaj    |
| ------- | ------------- | --------- |
| 0018684 | Aleksandrówka | część wsi |
| 1023776 | Kaczy Kąt     | część wsi |
| 1023807 | Mogiłki       | część wsi |
| 0018690 | Nadpolubicka  | część wsi |
| 0018709 | Nadrossowska  | część wsi |
| 0018715 | Nadworoniecka | część wsi |
| 1023836 | Peczyska      | część wsi |
| 1023842 | Piaski        | część wsi |
| 1023948 | Zagumienie    | część wsi |
| 1023960 | Zajudźcowe    | część wsi |
| 1023983 | Zaochoże      | część wsi |

Wieś posiadał w 1673 roku starościc lubelski Mikołaj Andrzej Firlej, leżała w ziemi mielnickiej województwa podlaskiego w 1795 roku. W latach 1975–1998 miejscowość administracyjnie należała do województwa bialskopodlaskiego.
Wieś jest sołectwem w gminie Rossosz. Według Narodowego Spisu Powszechnego z roku 2011 wieś liczyła 402 mieszkańców i była drugą co do wielkości miejscowością gminy.
W Romaszkach znajduje się kaplica należąca do parafii św. Stanisława w Rossoszu.